# Austern mit Senf
Austern mit Senf ist eine in deutsch-französischer Koproduktion 1979 entstandene Filmklamotte, die Franz Antel inszenierte. Der am 10. August 1979 in Köln, Düsseldorf und Reutlingen uraufgeführte und später – nach den Erfolgen von Hauptdarsteller Sascha Hehn in der Fernsehserie Das Traumschiff – als Der Traumbus erneut veröffentlichte Film erhielt schlechte Kritiken.

## Handlung
Die in Nizza tätigen Busfahrer Luc und Gaston lassen wegen ihrer rivalisierenden Liebe zu Marguerite nicht nur öfters die Fahrgäste warten, sondern verursachen auch das Verpassen eines Zuges, den Marguerite mit ihrer Damen-Skimannschaft nehmen wollte. Kurzentschlossen zweckentfremden die beiden Kollegen den Linienbus und fahren die Mädchen in die Tiroler Alpen. Dort wird Luc, der sich als Trainer ausgegeben hat, mit einem Bankräuber verwechselt und verhaftet. Durch die fahrerischen Möglichkeiten der Mädchen kann der wirkliche Bankräuber gestellt werden.

## Bemerkungen
Da die Stadtverwaltung von Nizza sich weigerte, einen ihrer Originalbusse für den Film zur Verfügung zu stellen, wurde ein identischer Bus in Österreich nachgebaut und nach Nizza gebracht, wo er im Straßenverkehr einige Verwirrung stiftete.
Französische Titel sind La fac en délire und Les huîtres à la moutarde. Der Film wurde in 30 Tagen, zwischen dem 1. April und dem 18. Mai 1979, abgedreht. Die Außenaufnahmen fanden in Kitzbühel und an der Côte d’Azur statt.
Alternativer deutscher Titel für DVD-Veröffentlichung: Der Traumbus.

## Kritik
Die Kritiker waren in ihrer Ablehnung einer Meinung: „Eine in jeder Hinsicht billige Klamotte“ (Lexikon des internationalen Films), „Schnee von gestern und von A bis Z einfach nur doof“, „echt dämlich, echt deutsch“, „Bescheuerter geht’s nimmer!“ (Cinema) „Dümmliche Erotik-Komödie mit Kalauern, Sex-Szenen und drittklassiger Disco-Musik garniert.“ (Moviepilot)